# Genre musical
Un genre musical, ou style musical, est une catégorie conventionnelle qui identifie certains morceaux de musique comme appartenant à une tradition partagée ou à un ensemble de conventions. L'encyclopédie Larousse considère le genre musical comme un « ensemble de formes de même caractère, réunies par leur destination (par exemple la musique de chambre) ou par leur fonction (par exemple la musique religieuse) ». 
Le genre musical est un concept sans limites précises, il est donc compliqué d'établir une liste exhaustive des genres. La dénomination d’un genre peut venir d’une expression qui a marqué une scène musicale (krautrock), de techniques ou sources sonores utilisées par le genre musical populaire (techno, synthpop), de son origine géographique (Miami bass, UK garage), ou de l’intention que porte le style (rock psychédélique). Un genre musical peut être vocal ou instrumental.

## Caractéristiques

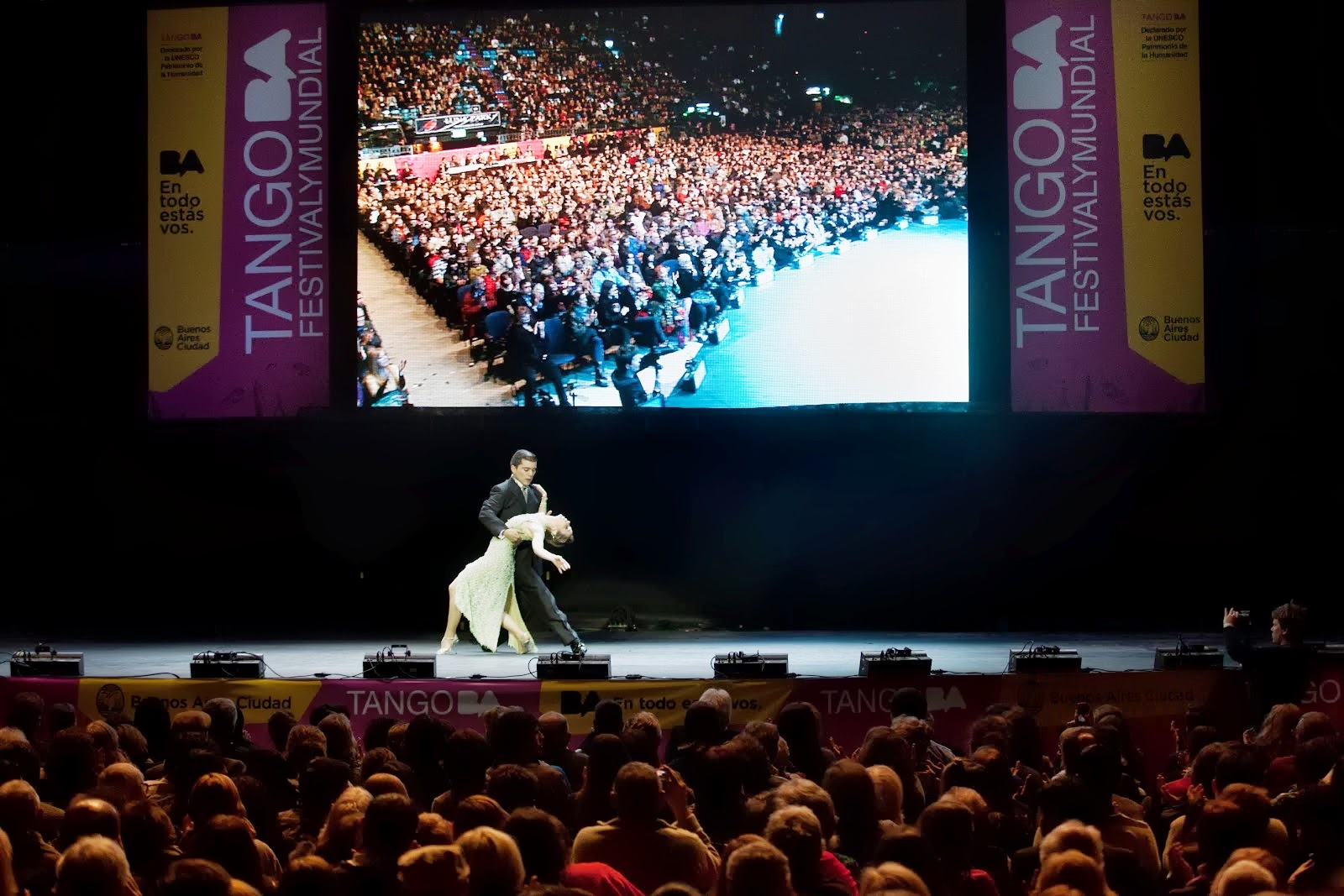
Tango à Buenos Aires, en Argentine.

Selon le genre envisagé, diverses caractéristiques matérielles ou humaines peuvent être prises en considération.
La source sonore est souvent déterminante pour appréhender un genre musical : celle-ci définit les instruments, les voix, les formations ou les effectifs de telle ou telle musique. La voix étant un instrument tout à fait particulier (elle réside dans le corps de l'exécutant et permet d'ajouter du texte à la musique, mais aussi des sons vocaux tels que des cris, des râles, des souffles...), la musique vocale et la musique instrumentale généreront des genres musicaux différents. Du point de vue du nombre des interprètes, on peut, par exemple, distinguer : le genre quatuor à cordes (pour quatre solistes), le genre sérénade pour orchestre de chambre (petite formation orchestrale), le genre concerto symphonique (pour orchestre symphonique et soliste).
Le lieu de destination peut parfois déterminer un genre ou un autre. Il peut s'agir de musique destinée à être jouée en extérieur ou en intérieur et dans des types de lieux variés (type de lieux, dimension, volume, acoustique…). Par exemple, le genre marche militaire est normalement destiné à être joué en plein air, tandis qu'un trio de musique de chambre est plutôt destiné à une salle, de dimension réduite de préférence.
La durée moyenne d'une œuvre musicale varie notablement d'un genre à l'autre et peut servir de caractéristique. Par exemple, les morceaux du genre opéra sont généralement plus longs que ceux du genre chanson.
Lorsqu'on veut déterminer un genre musical, le critère sociologique est probablement le plus pertinent. Il permet de répondre aux questions suivantes : « à quoi sert cette musique ? » (sa fonction), « à qui s'adresse-t-elle ? » (quel groupe social) et « dans quelles circonstances est-il joué ? ». Ainsi la musique religieuse (ou musique sacrée) regroupera certains genres musicaux, tandis que son contraire (la musique profane) en regroupera d'autres. Quelques exemples : musique pour la scène, musique de film, musique de danse, musique militaire, musique funéraire, musique d'ascenseur, jingle, etc.

## Différences

### Système musical
Le genre doit ensuite être distingué du « système musical », c'est-à-dire de l'ensemble des usages propres à telle ou telle pratique musicale : échelles, modes rythmiques, règles d'écriture et aspects techniques divers. En effet, un système de composition peut créer différents genres musicaux. Le système tonal, depuis la fin de la Renaissance, a imprégné divers genres appartenant aussi bien à la musique instrumentale, à la musique vocale, à la musique sacrée ou à la musique profane. Réciproquement chaque genre peut appartenir à différents systèmes musicaux. Par exemple la musique vocale sacrée est susceptible d'exister dans un très grand nombre de systèmes : homophonie, hétérophonie, musique modale, musique tonale, musique atonale, musique sérielle, musique acousmatique, etc.

### Forme musicale
Le genre musical doit également être distingué de la forme musicale. En effet, des œuvres musicales appartenant à un même genre peuvent revêtir différentes formes. Par exemple, une mélodie peut suivre la forme binaire (ABABA...), la forme rondo (ABACAD...), ou encore, une forme plus complexe et inhabituelle, la forme libre (ABCDE...). À l'inverse, des œuvres musicales appartenant à des genres différents peuvent revêtir la même forme. Par exemple, la forme fugue peut se retrouver dans une messe, dans une pièce pour orgue, dans une ouverture, dans un opéra, etc.
Pour désigner le concept qui fait l'objet du présent article, le mot « forme » est souvent employé en lieu et place du mot « genre », ce qui ne manque pas de susciter de regrettables équivoques. Cette confusion provient du fait que dans un contexte donné — une époque, une esthétique, etc. — un genre revêt souvent une forme privilégiée, à tel point que le premier donne son nom au second — ou inversement. Quoi qu'il en soit, les deux concepts ne doivent pas être confondus. De même, le genre sonate est à distinguer de la forme sonate. Si l'emploi du mot « genre » a été retenu ici, c'est, d'une part parce que dans le domaine de la musique, ce mot revêt un sens analogue à celui qu'il reçoit dans d'autres arts — cinéma, littérature, peinture, etc. — d'autre part et surtout, parce que dans ce même domaine, le mot « forme » a déjà d'autres significations, ainsi qu'on vient de le voir.

### Relation entre genre et style
Allan Moore a répertorié quatre façons d'appréhender la relation entre le genre et le style musical :
- dans la première le style décrit la manière d'articuler les gestes musicaux (en) et le genre est lié à l'identité et au contexte de ces gestes ;
- dans la seconde, le genre met l'accent sur le contexte des gestes et se rapporte à l'esthétique alors que le style qui met l'accent sur leur mode d'articulation se réfère à la poïétique (le processus de création) ;
- dans la troisième, le genre est normalement socialement contraint alors que le style est peu déterminé par le social et a un certain degré d'autonomie ;
- dans le quatrième, le style a plusieurs niveaux hiérarchiques, du plus général qui peut être socialement constitué au plus local ; le système des genres est lui aussi hiérarchique mais les « sous-genres » constituent des genres à part entière d'une façon différente des « sous-styles ».

## Limites du concept
En dépit des distinctions ci-dessus, il n'est pas toujours facile de s'entendre sur la définition exacte de tel ou tel genre : certains ont des frontières floues, d'autres sont inventés par les critiques, tels que le post-rock ou le nu metal. Parfois, un nom de genre est susceptible d'évoluer en fonction de l'époque ou du lieu. Par exemple, dans la musique classique, le genre sonate, au XVIe siècle, désigne « approximativement » toute pièce musicale exclusivement instrumentale (par opposition à la cantate, pièce essentiellement vocale) ; tandis qu'au XIXe siècle, le même mot renvoie plus précisément à un « genre instrumental propre à la musique de chambre, généralement constitué de plusieurs mouvements ». D'autres fois au contraire, plusieurs mots désignent « plus ou moins » un même genre. Par exemple, dans la musique baroque, les termes suite, ordre, cassation et partita renvoient au même genre (avec éventuellement quelques nuances variant selon le compositeur).
Le progrès de la distribution musicale numérique a créé la possibilité d’avoir accès à de très vastes catalogues musicaux, et, en dépit des limites évoquées ci-dessus, a augmenté la nécessité d’une classification cohérente des genres musicaux. En raison de l'incohérence des taxonomies musicales existantes, un projet de metadatabase (en) global de titres musicaux a été proposé par François Pachet et Daniel Cazaly. Cette proposition a comme objectif celui de décrire et classifier (dans le cadre de la musique occidentale) les titres musicaux (et non pas des albums ou artistes), en suivant les principes d’objectivité, indépendance, similarité et cohérence, en s’appuyant sur une série de descripteurs musicaux. Les créateurs de la plate-forme musicale Gracenote, dont le chercheur Oscar Celma, ont quant à eux répertorié plus de 2 000 genres musicaux, qui ont été créés par les labels musicaux pour des raisons de marketing ou bien par les fans (Celma et d'autres parlent alors de folksonomy, soit de taxonomie musicale créée par de simples auditeurs et non par des musiciens ou des professionnels de l'industrie musicale).

## Catégorisation
Entre les différents genres, le nombre de caractéristiques communes est susceptible de varier. Certains genres sont très éloignés de nature (par exemple, la comédie musicale a peu de points communs avec le psaume) ; d'autres au contraire, peuvent être considérés comme très proches, sinon apparentés (par exemple, la sonate correspond à une évolution de la suite).

### Classification
Une classification arborescente peut être opérée par exemple en adoptant la classification suivante :
- musique vocale : musique vocale sacrée, musique vocale profane ;
- musique instrumentale : musique instrumentale sacrée, musique instrumentale profane

### Autres catégorisations possibles
- Liste alphabétique des genres musicaux
- Liste des genres musicaux par zone géographique
- Liste des genres de la musique occidentale
- Principes de classement des documents musicaux (PCDM)

Le format ID3 propose aussi une liste de genre musicaux.

## Typologie

### Sous-genre
Le terme de sous-genre désigne un genre musical appartenant à un autre genre musical global. Par exemple, le gangsta rap et  la trap sont considérés comme des sous-genres du hip-hop (genre global).

### Microgenre
Un microgenre est un genre musical spécialisé ou dit « de niche ». Le terme est utilisé depuis au moins les années 1970 pour décrire des sous-genres très spécifiques de la musique, de la littérature, du cinéma et de l'art. En musique, les exemples incluent la myriade de sous-sous-genres du heavy metal et de la musique électronique. Certains genres sont parfois créés rétroactivement par des marchands de disques et des collectionneurs afin d'augmenter la valeur monétaire de certains disques, les premiers exemples étant la Northern soul, le freakbeat, le garage punk et la sunshine pop. Au début des années 2010, la plupart des microgenres sont reliés et définis par divers points de vente sur Internet, généralement dans le but de générer une popularité et un engouement pour une nouvelle tendance perçue, comme la chillwave, witch house, seapunk, shitgaze, vaporwave, et cloud rap.
Les formules hyper-spécifiques et les sous-genres ont toujours été présents dans la culture populaire. Dans un article français de 1975 sur la fiction historique, les concepts de « microgenre » et de « macrogène » sont évoqués. L'auteur définit les microgenres comme « un groupe de textes étroitement défini, reliés dans le temps et l'espace », tandis que les macrogènes sont « plus diffus et plus difficiles à généraliser ». Le concept de microgenre a également été abordé dans divers ouvrages critiques des années 1980 et 1990. 

## Musique de la Grèce antique
Le mot genre revêt un sens tout à fait spécifique dans le domaine de la musique de la Grèce antique. Dans ce contexte, le terme désigne alors une division particulière de chaque tétracorde constitutif d'une échelle musicale. Un tétracorde est la succession de quatre degrés conjoints — par exemple : mi, ré, do, si. Parmi ces degrés — qui correspondent aux quatre cordes de la lyre — les degrés extrêmes — mi et si dans notre exemple — sont fixes, tandis que les degrés intermédiaires — ré et do dans notre exemple — sont mobiles. Une gamme est donc composée de deux tétracordes consécutifs — « mi, ré, do, si » et « la, sol, fa, mi », par exemple — séparés par un ton, appelé « disjonction » — « si, la » dans notre exemple.
Le genre diatonique divise chaque tétracorde de la manière suivante, de l'aigu au grave : deux tons (9/8) et un demi-ton diatonique ou limma (256/243). Il y a par exemple : « mi, ré, do, si ». C'est le seul genre dont la musique occidentale ait hérité, et qui est à la base de l'échelle diatonique pythagoricienne. Le genre chromatique divise chaque tétracorde de la manière suivante, de l'aigu au grave : tierce mineure (32/27), demi-ton chromatique ou apotome (2187/2048) et demi-ton diatonique ou limma (256/243). Il y a par exemple : « mi, do{\displaystyle \sharp }, do{\displaystyle \natural }, si ». Le genre enharmonique divise chaque tétracorde de la manière suivante, de l'aigu au grave : tierce majeure (5/4 ou 81/64, selon les théoriciens) et deux diésis, équivalent approximativement au quart de ton (selon les théoriciens : 36/35, 28/27, 39/38, 40/39, 31/30, 32/31...). Il y a par exemple : « mi, do, xx, si » — la note xx est à mi-chemin entre do et si.